# Amorsbach
Der Amorsbach ist ein mit seiner Hauptoberlauffolge zusammen 8 km langer Bach im Main-Tauber-Kreis im nördlichsten Baden-Württemberg, der nach einem erst östlichen, dann nordöstlichen Lauf weit überwiegend durch Gebiet und Siedlungsbereich der Stadt Külsheim im Gebiet der Stadt Wertheim von links in die untere Tauber mündet.

## Name
Der Amorsbach trägt auf seinem 8,0 km langen Lauf verschiedene Namen. Der oberste Lauf des Hauptstrangs heißt bis zur Aufnahme des Breitenfeldgrabens nach einem Gewannnamen Bösenheckengraben,  dann folgt ein Abschnitt Ochsengraben bis an den Rand des Ortskerns von Külsheim, daraufhin wird der Bach durchs weitere Külsheim und danach Külsheimer Bach genannt, um schließlich, hier zuletzt ein Stück weit Grenzbach zu Wertheim, als Amorsbach in die Tauber zu münden. 
Im örtlichen tauberfränkischen Dialekt, in dem das Wort Bach generell weibliches Geschlecht hat, wird das Gewässer die Talbach genannt.

## Geographie

### Verlauf
Der Amorsbach entspringt südlich von Külsheim-Steinbach am Ostrand des Großen Waldes nahe der L 508 nach Külsheim-Steinfurt auf etwa 390 m ü. NHN. Er fließt zunächst in östliche Richtung auf Külsheim zu und nimmt auf dieser Strecke einige Bäche auf – den Breitfeldgraben, den Schmollertsgraben und den Schützengraben – die alle in ähnliche Lage am selben Waldrand entstehen und deren letzter ihn nach Länge sogar übertrifft. Hier tritt auch die L 509 an seine Seite, die ihm fast bis zur Mündung zuletzt auf dem mittleren Hang folgt.
Mit der Aufnahme des Schützengrabens nach etwa zwei Fünftel seines Laufs am Ortsrand von Külsheim dreht er auf Nordostkurs, den er dann bis zur Mündung beibehält. Noch in der brunnenreichen Kleinstadt läuft ihm der kurz zuvor aus zwei Ästen in der Altstadt vereinte Frankenbach von rechts und sein längster Zufluss Reutenbüschelsgraben von links etwas weiter im Norden zu.
Hier hat er nun schon eine markante Talmulde, die sich nach der linksseitigen Einmündung von Dorzengraben und Häckersbach zu einem bewaldeten Kerbsohltal wandelt. Aus diesem mündet er nach weiteren zweieinhalb Kilometern, inzwischen über 120 m unter der rechten Hangwald-Oberkante liegend, von links und Südwesten gut anderthalb Kilometer südlich von Wertheim-Bronnbach auf etwa 155 m ü. NHN in einer entgegenlaufenden Waldtalschlinge der unteren Tauber just eben schon innerhalb des Wertheimer Stadtgebietes in die Tauber.

### Einzugsgebiet
Der Amorsbach entwässert ein Gebiet von 20,5 km² im nördlichsten Baden-Württemberg etwa nordöstlich zur unteren Tauber, das naturräumlich gesehen Teil der Wertheimer Hochfläche des Sandstein-Spessarts ist, zuletzt im Unterlauftal auch des Unter-Naturraums Unteres Taubertal.
Die Region ist geologisch vom Buntsandstein geprägt. Die höheren Quellbäche entspringen alle westlich von Külsheim in einer weiten Lössderivat-Auflage  auf dem Oberen Buntsandstein, in den der Bach in seinem sich erst ab Külsheim stärker eintiefenden Tal auf Nordostlauf eintritt. Etwa wo der Wald auch den Grund das Unterlauftals zu bedecken beginnt, wechselt er in den Mittleren Buntsandstein. Er mündet in einem Auensedimentband um die Tauber.
Im Einzugsgebiet stehen aber auch triassische Schichten über dem Buntsandstein an. Die größeren Höhen rechts am Einzugsgebietsrand sind alle vom Unteren Muschelkalk aufgebaut: von der Erhebung Am hohen Herrgottsberg (401,9 m ü. NHN) südlich des Kasernengeländes im Külsheimer Westen über den weiten Bergwald Taubenloch, in dem die mit (428,4 m ü. NHN) größte Höhe im Einzugsgebiet liegt, dann über den Großen Heidberg (405,2 m ü. NHN) östlich von Külsheim bis hin zum Kapellen- oder Stahlberg (377,4 m ü. NHN) zieht sich diese höhere Schicht. Und auch links des Unterlaufes ist der Rücken des Schweizerbergs (Gipfel über 380 m ü. NHN) nordöstlich der Aussiedlergehöfte Roter Rain mit seinen Weinbergen am Südosthang obenauf von einer Schichtinsel des Unteren Muschelkalks bedeckt.
Die höchste Wasserscheide liegt wie schon erwähnt an der Südgrenze, wo an der Südostecke kurz der Brehmbach zur Tauber weiter aufwärts in Tauberbischofsheim konkurriert, über den längsten und höchsten Teil bis an die Südwestecke aber der westlich laufende Katzenbach, der über die dort Erfa genannte Erf in den Main entwässert. Hinter der Nordwestgrenze entwässert der Schönertsbach wie der Amorsbach nordöstlich etwas weiter abwärts von dessen Mündung nun wieder in die Tauber, die auch aufwärts der Amorsbachsmündung den jenseits der Südostgrenze größtenteils den Abfluss sammelnden Maisenbach aufnimmt. 
Das Einzugsgebiet liegt fast vollständig auf dem Gebiet und sogar der Teilortgemarkung der Kleinstadt Külsheim, erst auf dem letzten halben Kilometer des Unterlaufs ist linksseits die Mittelstadt Wertheim Gebietsanrainer. Der einzige Ort am Lauf ist Külsheim selbst, im Einzugsgebiet liegt als einziger weiterer Siedlungsplatz ein Teil von dessen Aussiedlerhofgruppe Roter Rain.

### Zuflüsse
Liste der Zuflüsse von der Quelle zur Mündung. Gewässerlänge, Einzugsgebiet und Höhe nach den entsprechenden Layern auf der Onlinekarte der LUBW. Andere Quellen für die Angaben sind vermerkt.
Ursprung des Amorsbach auf etwa 329 m ü. NHN in einem Rückhaltebecken in Külsheim gegenüber dem Abzweig der L 504 nach Tauberbischofsheim von der im Tal laufenden L 509, wo der rechte Ochsengraben und der linke Schützengraben, beide aus dem Westen kommend, zusammenlaufen; der vereinte Bach wird zunächst und für den größeren Teil seines Laufs Külsheimer Bach genannt. Er wendet sich sofort auf Nordostlauf, den er bis zur Mündung beibehält.
- Ochsengraben, rechter und zuletzt westsüdwestlicher Oberlauf des Amorsbachs/Külsheimer Bachs, 3,2 km mit dem Bösenheckengraben und 2,6 km². Entsteht auf etwa 358 m ü. NHN westlich von Külsheim am Zusammenlauf zweier Feldwege, denen die Oberläufe folgen.
  - Bösenheckengraben, linker und westlicher Hauptstrang-Oberlauf des Ochsengrabens, 1,6 km und ca. 0,3 km².[LUBW 6]. Entsteht auf etwa 390 m ü. NHN in der Spitze eines Flurkeils, Gewann Eichsee, in den nordöstlichen Oberen Wald, Gemarkung Heidenbuckel.
  - Breitfeldgraben, rechter und westlicher Oberlauf des Ochsengrabens auf etwa 358 m ü. NHN, 1,1 km und ca. 0,5 km².[LUBW 6] Entsteht auf etwa 384 m ü. NHN nahe dem Ochsengraben-Ursprung ebenfalls am Flurrand nun des Breitfelds zum Oberen Wald
  - Schmollertsgraben, von rechts und Westsüdwesten auf knapp 350 m ü. NHN neben der L 509 gegenüber dem Stadion am Westrand von Külsheim, 1,4 km und ca. 0,7 km².[LUBW 6] Entsteht auf etwa 381 m ü. NHN am Rand des Flurgewann Zigeunerstock zum Oberen Wald nahe der Abzweigung der L 509 von der L 508 Steinfurt–Steinbach.
  - Taubenbaumgraben, von links und Nordwesten auf etwa 340 m ü. NHN gegenüber dem Kasernengelände, 0,6 km und ca. 0,2 km².[LUBW 6] Entsteht auf etwa 355 m ü. NHN in der Wanne.
- Schützengraben, linker und zuletzt westnordwestlicher Nebenstrang-Oberlauf, 3,6 km und 1,5 km². Entsteht auf etwa 393 m ü. NHN westlich des kürzeren Ochsengrabens in einem Flureck des Hinteren Grunds ins Waldgewann Heidenbuckel.
Ab hier heißt der Hauptstrang Külsheimer Bach.
- Hennlochgraben, von rechts und Südsüdostenen auf über 300 m ü. NHN in Külsheim an der Bachquerung der Hauptstraße, 1,8 km und ca. 1,8 km².[LUBW 6] Entsteht auf etwa 353 m ü. NHN südöstlich des Kasernengeländes. Erst im Kernstadtbereich verdolt.
- Frankengraben, von rechts und Südosten auf etwa 295 m ü. NHN am Nordrand der Kernstadt von Külsheim unterhalb von Schloss Külsheim, 1,8 km und ca. 5,4 km².[LUBW 6] Entsteht auf etwa 345 m ü. NHN an der L 504 aus Tauberbischofsheim am Südwestfuß des Großen Heidbergs (405,2 m ü. NHN[LUBW 4]). Läuft größtenteils im Stadtbereich und verdolt.
  - Gießgraben, von links auf unter 310 m ü. NHN im Bereich der Rathausstraße, 0,4 km. Zweigt zuvor im Bereich des Römerbadwegs nach links vom Frankengraben ab. Völlig verdolter Stadtbach.
- Reutenbüschelsgraben, von links und Westen auf etwa 280 m ü. NHN durchs nördliche Külsheim, 4,4 km und 2,1 km². Entsteht auf etwa 377 m ü. NHN nahe dem Ursprung des Schützengrabens an einem Waldvorsprung. Durchläuft am Oberlauf den Mittel- und den Rabertsgrund.
  - Rabertsgrundgraben, von links und Westnordwesten auf etwa 359 m ü. NHN kurz vor dem Steinbacher Weg, 0,8 km und ca. 0,3 km².[LUBW 6] Entsteht auf etwa 370 m ü. NHN etwa 0,7 km östlich des Steinbacher Ortsrandes.
  - Zehntgraben, von rechts und Westsüdwesten auf etwa 321 m ü. NHN am westlichen Siedlungsrand des nördlichen Külsheim, 1,0 km und ca. 0,3 km².[LUBW 6] Entsteht auf etwa 342 m ü. NHN am Teilungseck dreier Felder westlich von Külsheim.
- Dorzengraben, von links und Westen auf etwa 257 m ü. NHN gleich nach der Kläranlage von Külsheim, 2,1 km und 0,9 km². Entsteht auf etwa 358 m ü. NHN im Gewann Hafengrube westlich des Külsheimer Galgenbergs (350,7 m ü. NHN[LUBW 4]).
- Häckersgraben[LUBW 7], von links und Westen auf etwa 240 m ü. NHN im Bereich der Parkschlinge links neben der Talstraße L 508, 2,3 km und 0,8 km². Entsteht auf etwa 360 m ü. NHN südwestlich der Aussiedlerhofgruppe Roter Rain an einem Feldweg von Hundheim her nach Külsheim.
Das Tal, am Gegenhang hier schon bewaldet, ist es auch bald am linken, am Ende eines Auenschlauchs setzt dann auch auf dem Grund der Wald ein.

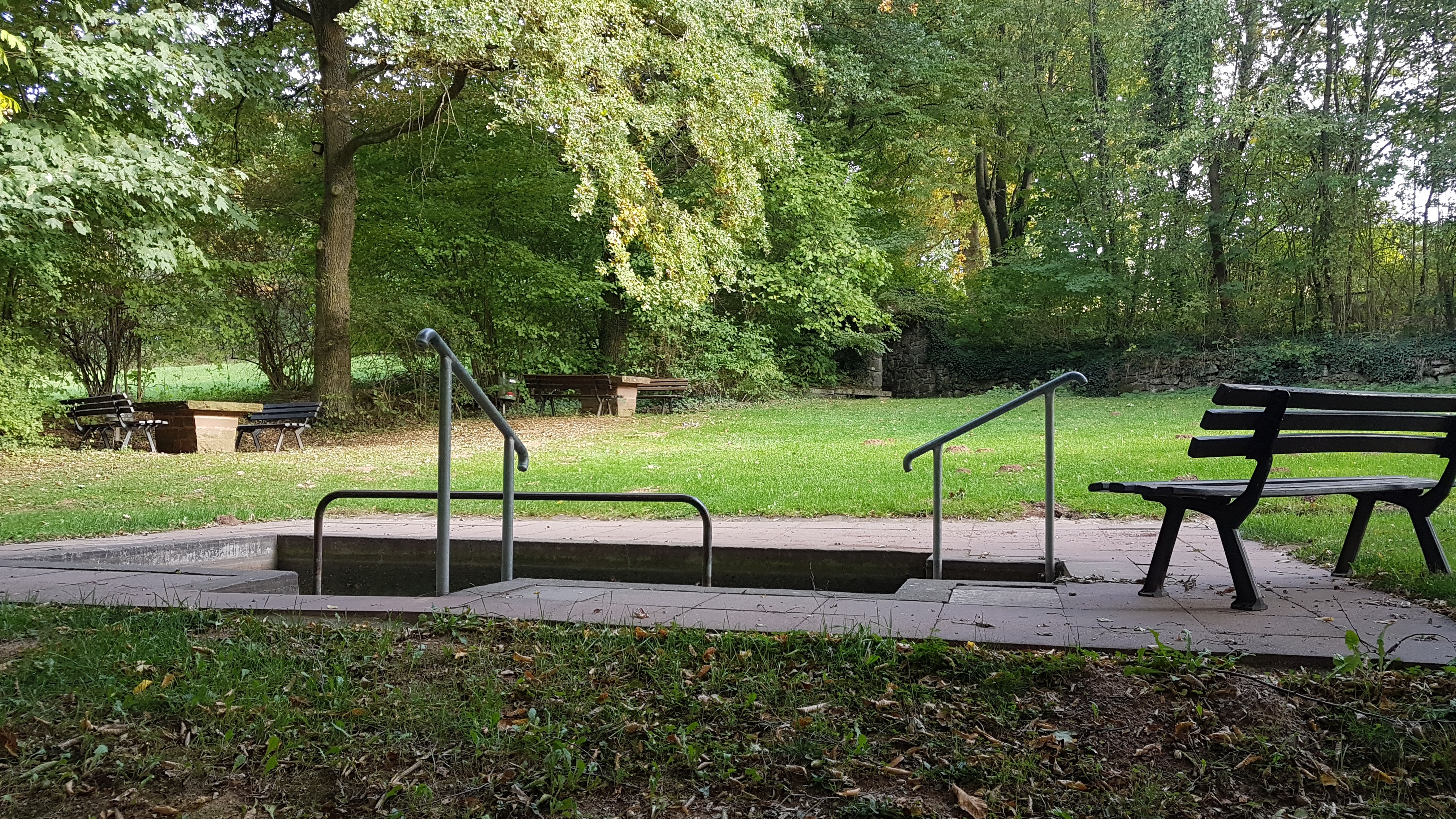
Kneipp-Anlage im Amorsbachtal an einer Quelle zwischen Häckersgraben und Schlangengraben

- Schlangengraben, von rechts und Südosten auf etwa 240 m ü. NHN im Talwald etwa 1,1 km vor der Amorsbach-Mündung, 0,7 km und ca. 1,5 km².[LUBW 6] Entsteht auf unter 280 m ü. NHN in seiner Waldklinge westlich des Uissigheimer Kapellenbergs (377,4 m ü. NHN[LUBW 4]).
Ab diesem Zufluss heißt der Bach nun Amorsbach.

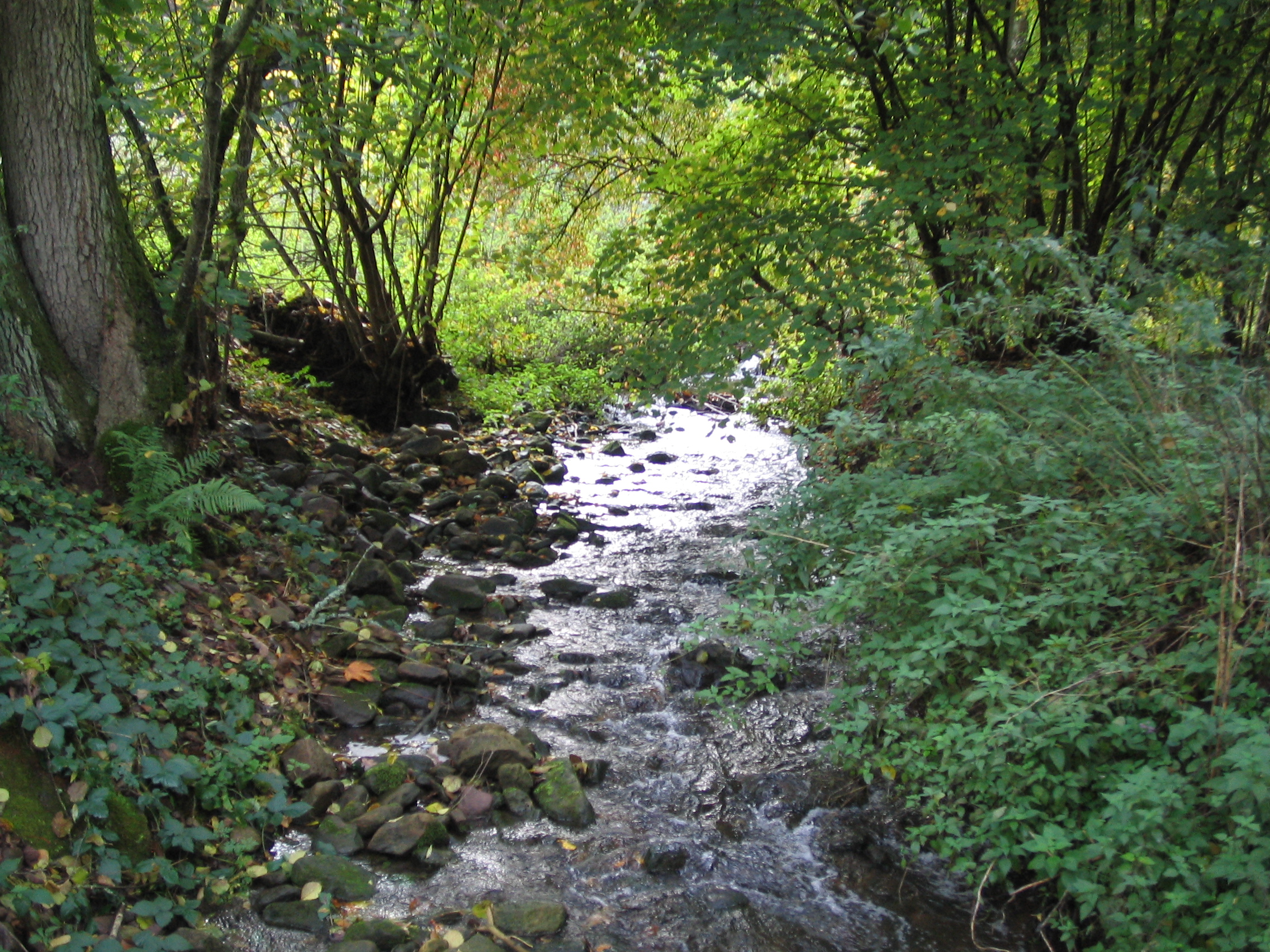
Amorsbach kurz vor der Mündung in die Tauber

Mündung des Amorsbach von links und aus seinem nordöstlich laufenden Mittel- und Unterlauftal auf rund 155 m ü. NHN in die Südwestschlinge der unteren Tauber zwischen Werbach-Eulschirben und Wertheim-Bronnbach. Der Bach ist ab der Quelle seines obersten Laufstücks Bösenheckengraben 8,0 km, ab dem Zusammenfluss zum Ochsengraben 6,5 km ab dem Zulauf des Schützengrabens, wo er zunächst Külsheimer Graben heißt, noch 4,9 km und schließlich auf seinem kurzen Unterlauf unter seinem eigenen Namen nur 1,1 km lang. Er hat ein Einzugsgebiet von 20,5 km².

### Flusssystem Tauber
- Liste der Fließgewässer im Flusssystem Tauber

## Natur und Landschaft
Der Amorsbach entwässert größtenteils offene Flur, die allermeist unterm Pflug steht. Daneben gibt es Wald im Südostecke des Einzugsgebietes im großen Waldgebiet Taubenloch, im Oberen Wald, an dessen Rand die Quellbäche entstehen und Unterlauftal, wo linksseits das außerhalb sehr weit reichende Waldgebiet Schönert angrenzt.
Die Oberläufe des Amorsbach sind meist Gräben, die neben Feldwegen und Feldern einherlaufen mit einer dünnen und aussetzenden Baumreihe als Begleitung. Im nördlichen Külsheim beginnt eine Galerie den nunmehr natürlicher fließenden Amorsbach zu begleiten. Ab hier prägt sich auch die Talmulde stärker aus und es laufen Feldgehölzreihen teils übereinander am Hang. Dorzengraben und Häckersgraben münden dann aus kurzen Unterlaufklingen mit teilweiser oder völliger Bewaldung, der letzte Zufluss Schlangengraben durchmisst auf seiner gesamten Fließstrecke seine steil eingerissene Waldtalklinge. Der kleine Gebietsschnipsel Wertheims links am untersten Lauf liegt im Landschaftsschutzgebiet Wertheim.

### LUBW
Amtliche Online-Gewässerkarte mit passendem Ausschnitt und den hier benutzten Layern: Lauf und Einzugsgebiet des Amorsbaches

Allgemeiner Einstieg ohne Voreinstellungen und Layer: Daten- und Kartendienst der Landesanstalt für Umwelt Baden-Württemberg (LUBW) (Hinweise)
1. 1 2 3 4 5  Höhe nach dem Höhenlinienbild auf dem Hintergrundlayer Topographische Karte.
2. 1 2 3  Länge nach dem Layer Gewässernetz (AWGN).
3. 1 2  Einzugsgebiet aufsummiert aus den Teileinzugsgebieten nach dem Layer Basiseinzugsgebiet (AWGN).
4. 1 2 3 4 5 6 7  Höhe nach schwarzer Beschriftung auf dem Hintergrundlayer Topographische Karte.
5. ↑  Einzugsgebiet nach dem Layer Basiseinzugsgebiet (AWGN).
6. 1 2 3 4 5 6 7 8 9  Einzugsgebiet abgemessen auf dem Hintergrundlayer Topographische Karte.
7. ↑  Name Häckersgraben nach dem Eintrag auf dem Hintergrundlayer Topographische Karte. Der Layer Gewässernetz (AWGN) nennt den Bach Heckersgraben.
8. ↑  Landschaftsschutzgebiet nach dem gleichnamigen Layer. Der ebenfalls zuschaltbare Layer Biotop bietet teilweise ökologische Beschreibungen der hierunter erfassten Teilgebiete.

### Andere Belege
1. ↑  Modellierte Werte nach Abfluss-BW Gewässerknoten MQ/MNQ
2. ↑  Horst Mernsching, Günter Wagner: Geographische Landesaufnahme: Die naturräumlichen Einheiten auf Blatt 152 Würzburg. Bundesanstalt für Landeskunde, Bad Godesberg 1963. → Online-Karte (PDF; 5,3 MB)
3. ↑  Geologie nach: Mapserver des Landesamtes für Geologie, Rohstoffe und Bergbau (LGRB) (Hinweise)